# The Bigger Picture (Milow)
The Bigger Picture è l'album di debutto del cantante belga Milow, prodotto da Nigel Powell e pubblicato nel gennaio 2006 in Belgio e nel marzo dello stesso anno anche in Olanda. Dall'album sono stati estratti tre singoli: One of It, Excuse to Try, Landslide.

## Tracce
1. Born in the Eighties – 4:19
2. Landslide – 3:24
3. You Don't Know – 3:01
4. Stepping Stone – 3:05
5. Excuse to try – 4:24
6. Little More Time – 2:53
7. Silver Game – 3:06
8. One of It – 3:06
9. Until the Morning Comes – 3:24
10. The Bigger Picture – 2:08
11. You Don't Know (Single Version) – 2:47

Durata totale: 35:37

## Singoli
- 2005: One of It (solo in Belgio)[2]
- 2006: Excuse to Try (solo in Belgio)[3]
- 2006: Landslide (solo in Belgio)[4]